# From Her to Eternity
From Her to Eternity är bandet Nick Cave and the Bad Seeds första studioalbum, utgivet 1984.

## Låtlista
1. "Avalanche" - 5:04
2. "Cabin Fever!" - 6:12
3. "Well of Misery" - 5:25
4. "From Her to Eternity" - 5:34
5. "In the Ghetto" - 4:06 (på CD:n, ej på LP:n)
6. "The Moon Is in the Gutter" - 2:37 (på CD:n, ej på LP:n)
7. "Saint Huck" - 7:22
8. "Wings Off Flies" - 4:07
9. "A Box for Black Paul" - 9:42
10. "From Her to Eternity" - 4:36 (versionen från Himmel över Berlin; på CD:n, ej på LP:n)

## Om låtarna
"In the Ghetto", som ursprungligen sjöngs in av Elvis Presley 1969, har spelats in i videoform med Evan English. Låten släpptes som singel någon månad före albumets utgivning med "The Moon Is in the Gutter" som b-sida, men togs av okänd anledning inte med på LP:n.
Även "Avalanche" är en cover, denna gång på en sång av Leonard Cohen.
Låten "From Her to Eternity" förekommer i filmerna Himmel över Berlin (1987) och The Freshman (1990).
Det sägs att "A Box for Black Paul" handlar om splittrandet av The Birthday Party, som precis inträffat då albumet gjordes. Ett indicium är att initialerna B.P. är samma för Black Paul och Birthday Party. Låten handlar om att begrava B.P.

## Mottagande
Albumet fick ett mycket positivt mottagande inom den tidens post-punk och undergroundkretsar, där Cave och Bargeld redan var relativt väl kända från sina tidigare band. I svenska Schlager skrev Per Wirtén en ingående recension av det för flertalet läsare helt okända bandet, en anmälan som fick en framträdande placering i tidningen och avslutades med den stolta deklarationen: "Nick Caves skiva är det största som hänt sedan Joy Division som var det största sedan Bruce Springsteen".

## Medverkande
- Nick Cave (sång, låtskrivande)

The Bad Seeds:
- Hugo Race (gitarr, låtskrivande)
- Anita Lane (sångtexter)
- Mick Harvey (trummor, låtskrivande)
- Barry Adamson (gitarr, piano, låtskrivande)
- Blixa Bargeld (gitarr, låtskrivande)